# Réka Szilvay
Réka Riikka Szilvay, född 16 april 1972 i Helsingfors, är en finländsk violinist. Hon är dotter till Géza Szilvay.
Szilvay studerade i Helsingfors för fadern och för Tuomas Haapanen samt 1992–1998 för Gerhard Schulz i Wien och vid olika mästarkurser; hon avlade diplomexamen vid Sibelius-Akademin 1999. Hon debuterade 1999 i Wien och har konserterat i Europa, Singapore och Sydamerika tillsammans med några av samtidens ledande dirigenter och orkestrar; hon framträdde 2004 vid konserten International newcomers i Cannes. Hon utnämndes 2006 till professor i violin vid Sibelius-Akademin.